# Paul Collowald
Paul Collowald, né le 24 juin 1923 à Wissembourg (Bas-Rhin, France) et mort le 8 juillet 2025 à Waterloo dans la banlieue de Bruxelles (Belgique), est un haut-fonctionnaire et journaliste français, directeur général de l’information à la Commission européenne et au Parlement européen ainsi que directeur de cabinet du président du Parlement européen, Pierre Pflimlin.

## Carrière
Paul Collowald fait ses débuts professionnels en 1946 comme  journaliste au Nouvel Alsacien. En 1952, il devient correspondant du quotidien Le Monde à Strasbourg pour les questions régionales et les affaires européennes. En effet, depuis 1949, Strasbourg est le siège du Conseil de l'Europe et depuis 1952 de l’Assemblée commune de la Communauté européenne du charbon et de l'acier (CECA). Paul Collowald est ainsi témoin privilégié des premières avancées et des premiers échecs de la construction européenne : lancement de la Communauté européenne du charbon et de l'acier (CECA), échec de la Communauté européenne de défense (CED) et implicitement de la Communauté politique européenne (CPE), la relance de Messine et la signature des traités de Rome.
La carrière européenne de Paul Collowald commence à Luxembourg en avril 1958, lors de la constitution du Service commun d’information des exécutifs des trois Communautés européennes (la Haute Autorité de la CECA et les Commissions du Marché commun et de l’Euratom) dirigé par Jacques-René Rabier.
En octobre 1959, Paul Collowald quitte Luxembourg pour Bruxelles où il est appelé par Robert Marjolin, vice-président de la Commission Hallstein (1958-1967), pour devenir son porte-parole et participer à l’organisation du Service de presse de la Commission. En 1967, à la suite de la fusion des exécutifs des Communautés, il est nommé porte-parole adjoint du Service du porte-parole et il est également porte-parole de Raymond Barre, vice-président de la Commission européenne. En 1973, lors du premier élargissement des Communautés, Paul Collowald devient directeur de la Direction Générale de l’Information de la Commission européenne.
Après vingt-cinq années passées à la Commission européenne, Paul Collowald intègre le Parlement européen au cabinet de Pierre Pflimlin, président du Parlement européen (1984-1987). Il en assure la direction en 1986 et finit sa carrière professionnelle en 1988 comme directeur général de l’information et des relations publiques du Parlement européen.
Paul Collowald meurt le 8 juillet 2025 à Waterloo, l’âge de 102 ans,.

## Fonctions et mandats
- Président d'honneur de l’Association Robert Schuman (Scy-Chazelles)[7],[8]
- Vice-président du Centre européen Robert Schuman (Scy-Chazelles)[9],[10]
- Membre du Conseil de la Fondation Jean Monnet (Lausanne)[11]

## Distinctions
- Officier de la Légion d’Honneur
- Médaille d’Or du Parlement européen
- Médaille d’Or Robert Schuman
- Médaille d’Or du Mérite européen

## Biographie et mémoires
- Sabine Menu, Paul Collowald, pionnier d'une Europe à unir. Une vie à dépasser les frontières, éd. Peter Lang, 2018[12],[13].
- J'ai vu naître l'Europe : De Strasbourg à Bruxelles le parcours d'un pionnier de la construction européenne, entretiens avec Sophie Allaux-Izoard, préface de Jacques Delors, éd. La Nuée Bleue, 2014[14],[15],[16],[17],[18],[19],[20],[21],[22].

## Publications

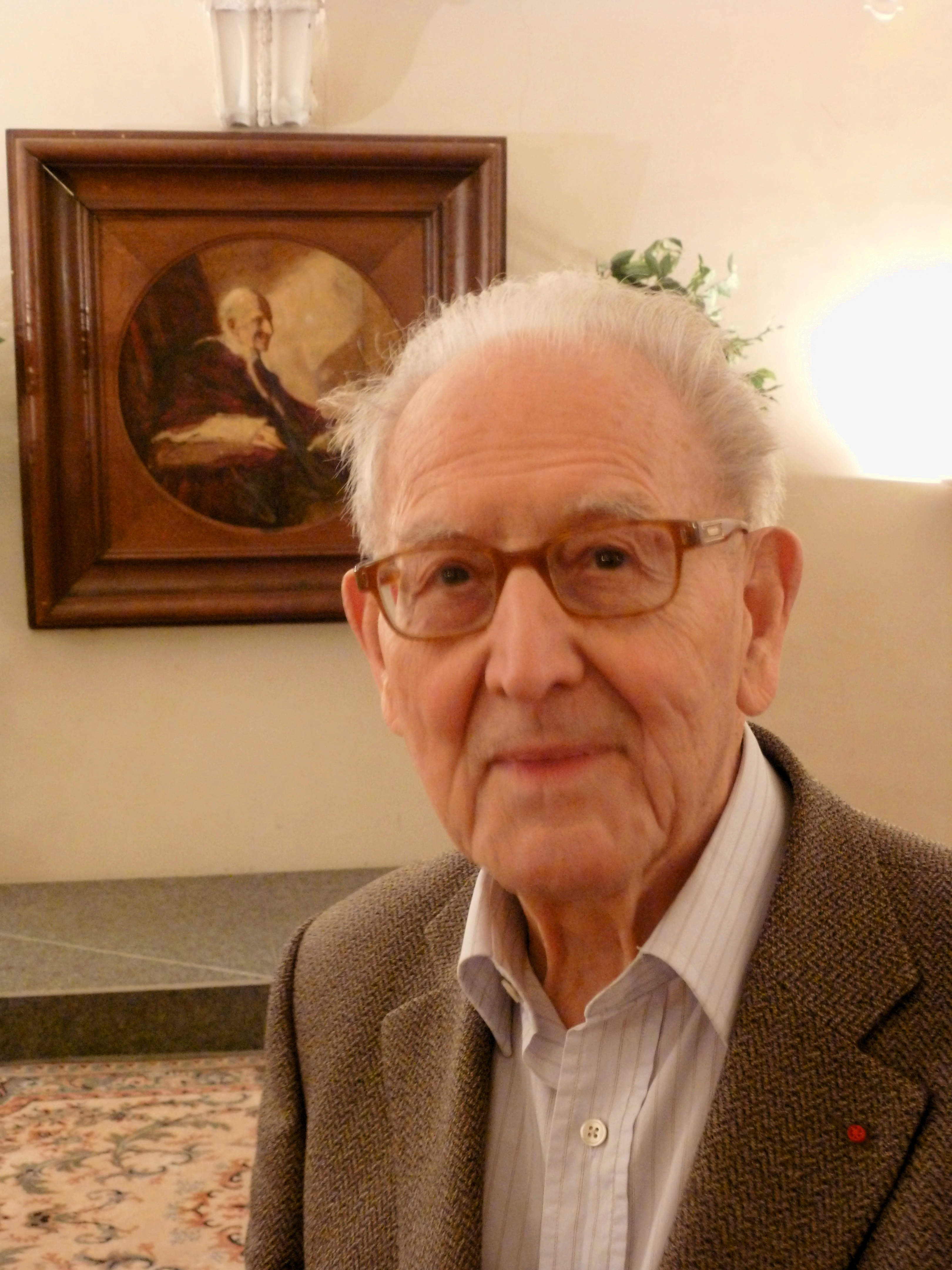
Paul Collowald en 2014.

Nombreux articles dans des ouvrages et dans la presse belge, française et allemande, préfaces de livres, conférences :
- « À 97 ans, ce pionnier de l'Europe se souvient avec émotion de la déclaration Schuman », L'Express, 9 mai 2020.
- « Souvenirs d'un témoin », éd. du Diocèse de Strasbourg, Calendrier Sainte Odile 2018.
- « 14 juillet 1946 : Winston Churchill à Metz », Renaissance du Vieux Metz et des Pays Lorrains, n° 178-179, 2016[23].
- Robert Schuman, hier et aujourd'hui (conférence), Metz, 2013.
- « L'hymne européen: histoire d'un symbole inachevé... », Europe en Hymnes: Des hymnes nationaux à l'hymne européen, Silvana Éditoriale, 2012, p. 108.
- Peter Lang, « État des lieux et perspectives européennes », dans Quelles architectures pour quelle Europe ? Des projets d'une Europe unie à l'Union européenne (1945-1992), 2010, p. 15-30.
- « L'Europe, nécessité et... passion », Pierre Pflimlin : alsacien et européen, éd. Coprur, 2007, p. 29-43.
- « Le 9 mai 1950 : une date historique », dans Symposium international pour célébrer le 60e anniversaire de la Déclaration du 9 mai 1950 de Robert Schuman : 'L'Europe d'aujourd'hui, l'Europe du futur', 2007 p. 71-78.
- « Tout se joue dans les commencements », dans Conférence européenne internationale pour célébrer le 50e anniversaire des Traités de Rome et le 25e de l'Institut Robert Schuman pour l'Europe, 2007, p. 70-77.
- De la Déclaration Schuman (9 mai 1950) à la Déclaration de Laeken (15 décembre 2001) : Les mots qui font et défont l'Europe, Institut d'Études Européennes, Document no 26, octobre 2002, p. 15.
- « Robert Schuman ou l'obsession magnifique : l'Europe », La Vie : Ces chrétiens qui ont fait l'Europe (hors série), 2000, p. 32-39.
- « Sur les traces de Robert Schuman », Robert Schuman : artisan de l'Europe, éd. Coprur, 2000.
- « D'azur et de joie: Contribution à l'histoire du drapeau et de l'hymne de l'Europe », Revue d'Alsace, n° 125, 1999[24].
- Peter Lang, « 'La trajectoire' Strasbourg-Luxembourg-Bruxelles », dans Naissance et développement de l'information européenne, 1993, p. 33-48.
- « La politique régionale et les médias », Lettre de l'Ocipe : Objectif Europe, 1982, p. 10-18.
- « Pour une nouvelle ambition française et européenne », Le Monde, 1 avril 1976
- « Robert Schuman », dans Europe Unie 1949-50, éd. Alsatia, 1949, p. 87-93.
- avec Alain Howiller : Pierre Pflimlin, Alsacien et Européen, 2007, pour le compte du Cercle Pierre Pflimlin aux éditions Coprur-Strasbourg.

### Témoignages
- Fabrique de l'Histoire, France Culture, 3 janvier 2019[25]
- Un jour dans l'histoire, RTBF, 5 décembre 2018[26]
- Entretien avec Paul Collowald, propos recueillis à Bruxelles le 3 juillet 2010 par Anne Dulphy et Christine Manigand, Histoire@Politique[27]
- Entretien avec Paul Collowald par Yves Conrad et Myriam Rancon, à Bruxelles le 2 décembre 2003, Histoire interne de la Commission européenne (1958-1973), Archives historiques de l’Union européenne, [28]
- Entretien avec Paul Collowald, 28 juin 2002, Centre virtuel de la connaissance sur l’Europe (CVCE)[27]

### Biographies
- Biographie, Centre virtuel de la connaissance sur l’Europe (CVCE), [29]
- Notice biographique in Entretien avec Paul Collowald, propos recueillis à Bruxelles le 3 juillet 2010 par Anne Dulphy et Christine Manigand, Histoire@Politique, [30]
- Biographie de Paul Collowald : Une carrière journalistique et européenne, La Croix, 16 avril 2010, [31]
- Notice biographique, Histoire interne de la Commission européenne (1958-1973), Archives historiques de l’Union européenne, [32]
- Sabine Menu, Paul Collowald, pionnier d'une Europe à unir : Une vie à dépasser les frontières, Bruxelles, Peter Lang, coll. « Europe des cultures / Europe of cultures » (no 17), 2018, 290 p. (ISBN 978-2-8076-0762-0)[33].